# استاد زد: میراث ایپ من
استاد زد: میراث ایپ من (چینی: 葉問外傳：張天志) یک فیلم رزمی و ماجراجویی به کارگردانی یوئن وو-پینگ است که در سال ۲۰۱۸ منتشر شد.

## بازیگران
- جین ژانگ
- دیوید باتیستا
- لیو یان
- شینگ یو
- میشل یئو
- تونی جا
- کوین چنگ
- کریسی چائو
- پاتریک تام
- برایان بورل
- یوئن وا